# カリーノラ
カリーノラ（伊: Carinola）は、イタリア共和国カンパニア州カゼルタ県にある、人口約7,000人の基礎自治体（コムーネ）。

## 地理

### 位置・広がり

#### 隣接コムーネ
隣接するコムーネは以下の通り。
- ファルチャーノ・デル・マッシコ
- フランコリーゼ
- セッサ・アウルンカ
- テアーノ

### 気候分類・地震分類
カリーノラにおけるイタリアの気候分類 (it) および度日は、zona C, 1190 GGである。
また、イタリアの地震リスク階級 (it) では、zona 2 (sismicità media) に分類される。

## 行政

### 分離集落
カリーノラには、以下の分離集落（フラツィオーネ）がある。
- Casale, Casanova, Croce di Casale, Nocelleto, San Donato, San Ruosi-Ceraldi, Santa Croce, Ventaroli, Cascano